# Пристрелка цели
Пристрелка цели или просто пристре́лка — отыскание и корректирование оптимальных установок прицела и взрывателя (трубки) артиллерийских систем в процессе ведения огня для увеличения точности стрельбы и эффективности выполнения огневых задач.
В стрельбе из артиллерийских орудий (артиллерийская стрельба) различают два периода:
- пристрелку, которая состоит в подыскании соответствующих данных (угла возвышения, направления, установки трубки и тому подобное), при которых средняя траектория проходит наивыгоднейшим образом относительно цели, при этом она должна быть ведена быстро с наименьшим расходом снарядов[5];
- стрельбу на поражение[5].

Пристрелка применяется в тех тактических ситуациях, когда фактор внезапности не играет большого значения, а другие способы предварительного выяснения установок прицела неприменимы; пристрелка считается одним из наиболее точных способов определения установок артиллерийского огня, способствующим экономии боевых припасов и снижению временных затрат на выполнение огневых задач.
Как правило, пристрелка цели осуществляется либо исходя из измеренных отклонений, либо по положению наблюдаемых разрывов; эти данные служат как исходные при расчёте корректур. Пристрелка по дальности может также проводиться взятием выбранной цели в вилку.

## История
Разработка теоретических основ предварительной пристрелки цели в 1870-x годах была проведена русским артиллерийским генералом В. Н. Шкларевичем. Результаты его исследований, полученные на базе методов теории вероятностей, были опубликованы в 1874 году на страницах «Руководства к стрельбе из артиллерийских орудий».
На начало XX столетия, в артиллерии, чтобы при пристрелке направить среднюю траекторию желательным образом, пользовались таблицами стрельбы, которые по роду употребляемых выстрелов разделялись на таблицы прицельной, навесной и перекидной стрельбы.
В полевой артиллерии пристрелка была основана на различении и счёте недолётов и перелётов, способ так называемой систематической пристрелки, осуществимой, когда по условиям местности и погоды возможно было наблюдать разрывы, а при невозможность наблюдений и кратковременность действия могли заставить вести стрельбу способом умышленного разбрасывания снарядов на определенном протяжении, в этом случае имелось в виду поражать площадь, на которой предполагалось нахождение цели, и этот способ давал, конечно, менее действительные результаты. 
«Правила стрельбы» в Вооружённых Силах Российской Империи излагали всевозможные случаи, могущие встретиться во время пристрелки, и указывали способы к её скорейшему окончанию. 
В период Великой Отечественной войны органами военного управления давались указания по организации пристрелки при подготовке артиллерии формирования к операции, например артиллерии 2-го Белорусского фронта.